# 豆乳鍋

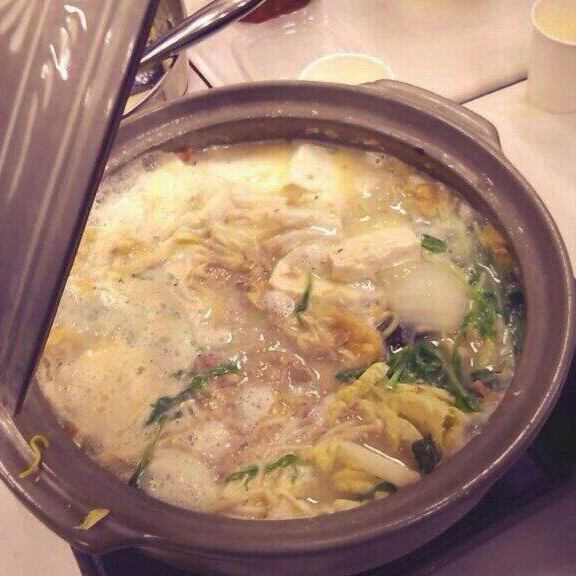
白菜・水菜などが入った豆乳鍋

豆乳鍋（とうにゅうなべ）は、豆乳とダシをベースに作られた日本の鍋料理である。

## 概要
豆乳鍋は、豆乳とダシを合わせ、調味したスープの中で肉や魚、野菜を煮ながら食べるものとされる。
相性の良い具材が多く、豆乳が苦手な人もダシと合わせて鍋料理とすることでミルキィーな味わいを楽しめ、
残ったスープに入れるうどんや雑炊の締めも楽しみのひとつである。
薬味には柚子胡椒、ラー油、すり白ごま、刻みネギなどが用いられる。

## ブーム
2000年以降豆乳の需要が増え、豆乳ブームとともに健康志向から人気に火がついたのをきっかけに、女性中心に支持を集め人気鍋として定着した。
さらに近年では豆乳鍋は進化し、「ごま豆乳鍋」「豆乳坦々鍋」など、バリエーション豊かになってきている。

## 材料の一例
- 鮭・鶏肉・豚肉
- 白菜
- えのき
- 水菜
- ツナ缶
- みそ
- にんじん
- 豆腐
- 油揚げ
- 塩
- ラー油

## 分離を防ぐためには
豆乳鍋を作る際注意しなければいけないことは分離である（固まってしまい食感が悪くなってしまう）。分離の原因として豆乳に含まれるタンパク質の熱変性による凝固、酸による凝固が挙げられる。
豆乳を水より多くすることで分離しにくくなる（目安は水2:3豆乳）。
分離を防ぐために強く煮立てない、最後に豆乳を入れるという方法もある。